# Championnat National 2007-2008 (Algeria)
Il Campionato algerino di calcio 2007-08 è stato il 46º campionato algerino di calcio. Cominciato il 23 agosto, è terminato il 26 maggio.

## Squadre partecipanti
| Società               | Città              | Stadio                      |
| --------------------- | ------------------ | --------------------------- |
| AS Khroub             | El Khroub          | Abed Hamdani Stadium        |
| ASO Chlef             | Chlef              | Boumezrag Mohamed Stadium   |
| CA Bordj Bou Arreridj | Bordj Bou Arreridj | Stade 20 Août 1955          |
| CR Belouizdad         | Algeri             | Stade 20 Août 1955          |
| ES Sétif              | Sétif              | Stade 8 Mai 1945            |
| JS Kabylie            | Tizi Ouzou         | Stade 1er Novembre          |
| JSM Béjaïa            | Bugia              | Stade de l'Unité Maghrébine |
| MC Alger              | Algeri             | Stade 5 Juillet 1962        |
| MC Oran               | Orano              | Stade Ahmet Zabana          |
| MC Saïda              | Saida              | Stade 13 Avril 1958         |
| NA Hussein Dey        | Algeri             | Stade Frères Zioui          |
| OMR El Anasser        | Algeri             | Stade 20 Août 1955          |
| USM Alger             | Algeri             | Omar Hammadi Stadium        |
| USM Annaba            | Annaba             | Stade 19 Mai 1956           |
| USM Blida             | Blida              | Stade Mustapha Tchaker      |
| WA Tlemcen            | Tlemcen            | Stade Akit Lotfi            |

## Classifica finale
|  |     | Classifica finale 2007-2008 | Pti | G  | V  | N  | P  | GF | GS | DR  |
|  | --- | --------------------------- | --- | -- | -- | -- | -- | -- | -- | --- |
|  | 1.  | JS Kabylie                  | 59  | 30 | 18 | 5  | 7  | 46 | 24 | +22 |
|  | 2.  | ASO Chlef                   | 49  | 30 | 13 | 10 | 7  | 29 | 22 | +7  |
|  | 3.  | ES Sétif                    | 43  | 30 | 12 | 8  | 10 | 32 | 27 | +5  |
|  | 4.  | USM Alger                   | 42  | 30 | 12 | 6  | 12 | 32 | 27 | +5  |
|  | 5.  | USM Annaba                  | 42  | 30 | 12 | 6  | 12 | 36 | 37 | -1  |
|  | 6.  | MC Saïda                    | 42  | 30 | 11 | 9  | 10 | 32 | 38 | -6  |
|  | 7.  | MC Alger                    | 39  | 30 | 9  | 12 | 9  | 26 | 25 | +1  |
|  | 8.  | JSM Béjaïa                  | 39  | 30 | 9  | 12 | 9  | 38 | 40 | -2  |
|  | 9.  | AS Khroub                   | 39  | 30 | 10 | 9  | 11 | 26 | 28 | -2  |
|  | 10. | CR Belouizdad               | 38  | 30 | 8  | 14 | 8  | 21 | 21 | 0   |
|  | 11. | NA Hussein Day              | 38  | 30 | 10 | 8  | 12 | 35 | 38 | -3  |
|  | 12. | CA Bordj Bou Arreridj       | 38  | 30 | 10 | 8  | 12 | 25 | 28 | -3  |
|  | 13. | USM Blida                   | 37  | 30 | 9  | 10 | 11 | 33 | 34 | -1  |
|  | 14. | MC Oran                     | 37  | 30 | 10 | 7  | 13 | 28 | 34 | -6  |
|  | 15. | OMR El Anasser              | 36  | 30 | 9  | 9  | 12 | 25 | 30 | -5  |
|  | 16. | WA Tlemcen                  | 30  | 30 | 7  | 9  | 14 | 28 | 39 | -11 |

### Verdetti
- JS Kabylie campione d'Algeria 2007-2008 e qualificato in Champions League 2009.
- ASO Chlef qualificata in Champions League 2009.
- ES Sétif e JSM Béjaïa (in quanto vincitrice della Coppa d'Algeria) qualificate in Coppa della Confederazione CAF 2009.
- USM Alger e USM Annaba qualificate in Champions League araba 2008-2009.
- MC Oran, OMR El Anasser e WA Tlemcen retrocesse in Seconda Divisione algerina 2008-2009.

Nabil Hemani (JS Kabylie) campione dei marcatori (16 reti).